# Adalto Batista da Silva
Adalto Batista da Silva (født 30. august 1978) er en tidligere brasiliansk fodboldspiller.